# Беррі Сміт (хокеїст, 1955)
Беррі Сміт (англ. Barry Smith, 25 квітня 1955, Суррей — 7 вересня 2013, Блейн (Теннесі)) — канадський хокеїст, що грав на позиції центрального нападника.

## Ігрова кар'єра
Професійну хокейну кар'єру розпочав 1975 року.
1975 року був обраний на аматорському драфті НХЛ під 32-м загальним номером командою «Бостон Брюїнс». Зіграв у 114 матчах регулярного сезону НХЛ, в яких відзначився 7-а голами та 7-а асистами (14 очок). Також у 1976 році був обраний на аматорському драфті ВХА під 36-м загальним номером командою «Едмонтон Ойлерз». Також виступав за «Колорадо Рокіз» та «Рочестер Американс».

## Тренерська діяльність
Після завершення ігрової кар'єри став тренером клубу «Ноксвіл Черокіс» з ЕКХЛ, в якій працював з 1992 по 1997 рік. По ходу його 5-о сезону в команді був замінений на Джека Капуано. У період з 2000 по 2001 рік тренував команду «Сан-Анжело Аутлоус» з ВПХЛ (цей сезон став останнім для уоманди в цьому сезоні, оскільки в 2001 році лігу було розформовано). У вересні 2013 року у віці 58-и років пішов з життя.